# NGC 6109
NGC 6109 (również PGC 57748 lub UGC 10316) – galaktyka soczewkowata (S0), znajdująca się w gwiazdozbiorze Korony Północnej. Odkrył ją Édouard Jean-Marie Stephan 7 lipca 1880 roku. Jest to galaktyka z aktywnym jądrem typu LINER.
W galaktyce tej zaobserwowano supernowe SN 2003ia i SN 2010an.